# Schönerstädt
Schönerstädt ist ein Ortsteil der sächsischen Kleinstadt Hartha im Landkreis Mittelsachsen.

## Geographie

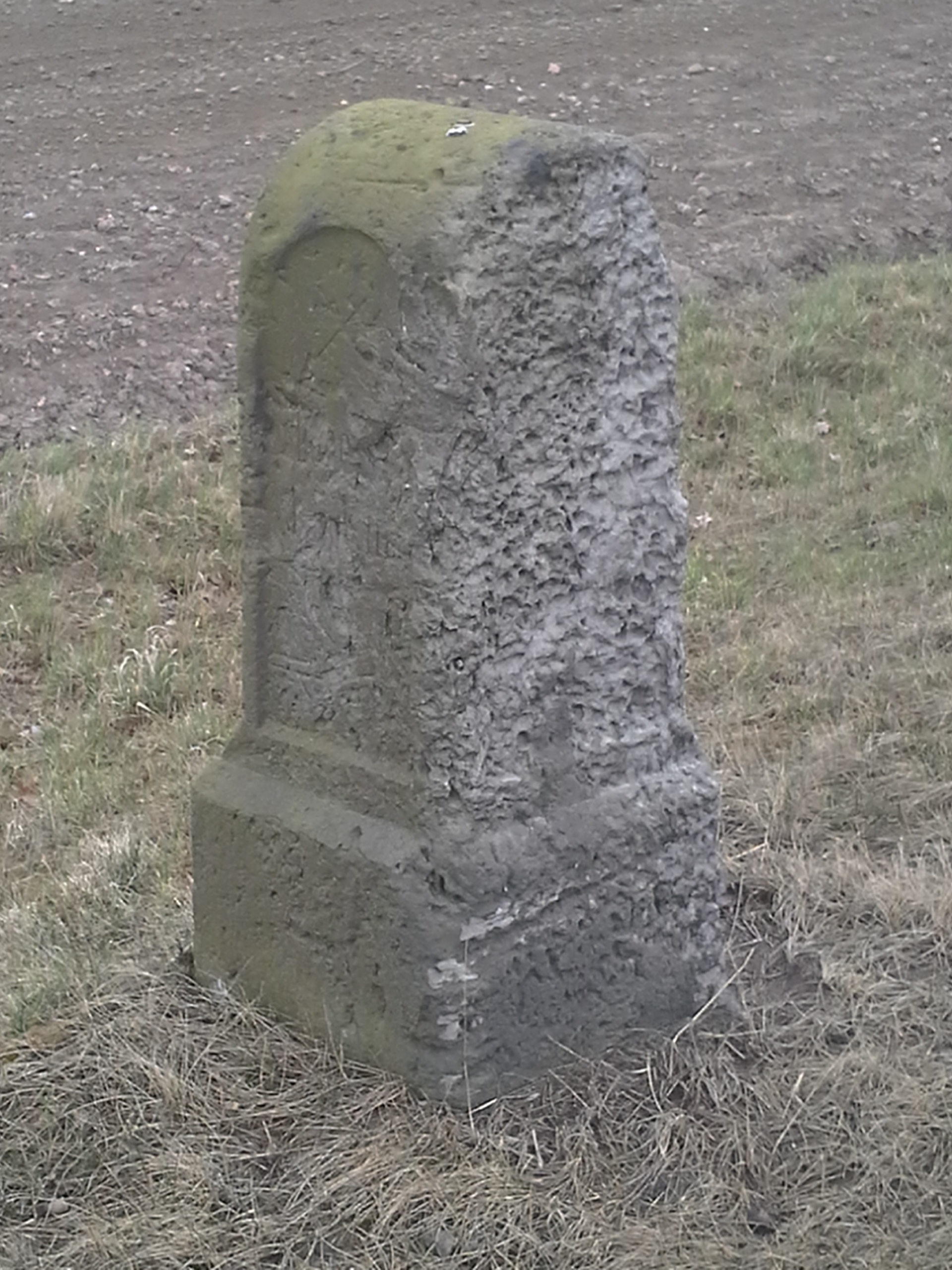
Königlich-sächsischer Ganzmeilenstein westlich der Ortslage an der B 176

Schönstädt liegt rund sechs Kilometer nordwestlich des Harthaer Stadtkerns. Südlich der Ortslage verläuft die Bundesstraße 176 von Hartha in westnordwestlicher Richtung nach Colditz. Rund sechs Kilometer entfernt liegt die Kleinstadt Geringswalde im Süden.
Nachbarorte sind Seifersdorf im Norden, Kieselbach im Nordosten, Gersdorf im Osten, Langenau im Süden und jenseits der Kreisgrenze Erlbach und Raschütz im Westen.
Durch Schönerstädt und Seifersdorf fließt in nördlicher Richtung der Hasenbach, der sich bei Brösen am Schanzenbachberg mit dem westlich fließenden Schanzenbach vereinigt, einem Nebenfluss der Freiberger Mulde.

## Geschichte

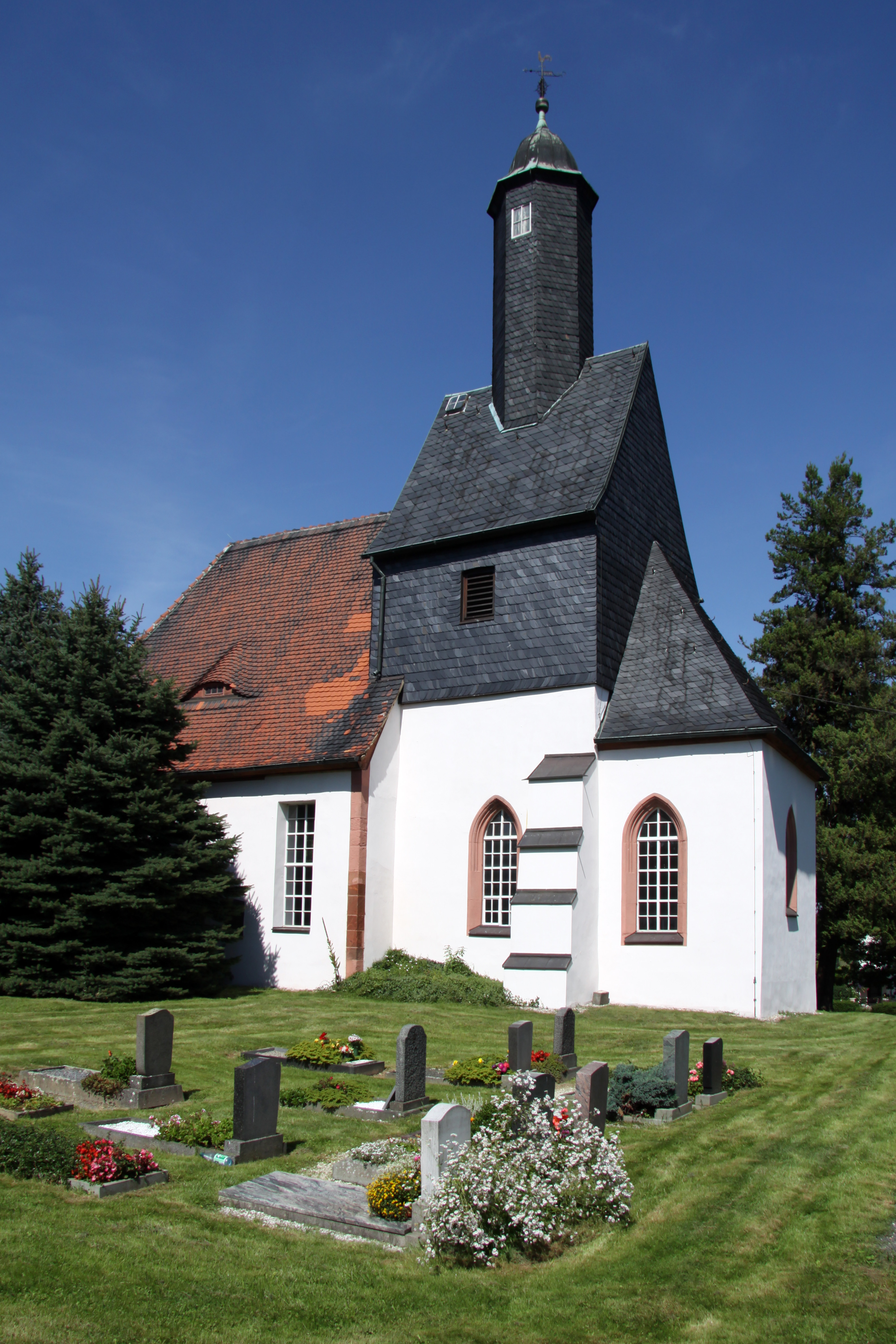
Kirche St. Margaretha

### Ortsgeschichte
Das Waldhufendorf wurde 1243 als Sonrestat urkundlich erwähnt. Weitere urkundliche Namensformen sind Sconrstat (1271), Schonrestat (1339 und 1355) und Schonerstadt (um 1490). Der Ortsname bedeutet Siedlung an schöner Stelle. Für das Jahr 1363 ist ein Herrensitz belegt.
Die erste Kirche soll schon im 12. Jahrhundert im Dorf gestanden haben. Wie Langenau war Schönerstädt bereits früh ein Klosterdorf: Walter, Propst des Klosters Geringswalde, schenkte demselben 1271 das aus eigenen Mitteln erkaufte Dorf Schönerstädt. Auf Antrag des Klosters hat der Meißnische Bischof 1340 die Pfarre von Schönerstädt mit der von Seifersdorf auf Lebenszeit des damaligen Pfarrers vereint, weil keine von beiden für sich genommen den Unterhalt erwirtschaften konnte. Diese Vereinigung blieb länger bestehen, erst in der Reformationszeit lösten sie sich 1535 wieder. Die Zahl der Pfarrer wechselte anschließend recht häufig, in knapp 300 Jahren gab es derer 25. Im Jahr 1652 wurde die heutige Kirche St. Margaretha geweiht.
Erst in nachreformatorischer Zeit wechselte die Grundherrschaft vom Kloster zum Amt Rochlitz, unter dessen Verwaltung das nunmehrige Amtsdorf bis ins 19. Jahrhundert stand. Seit jenem Jahrhundert ist auch der Name Schönerstädt gebräuchlich, zur Unterscheidung des gelegentlich ebenso genannten Ortes Schönerstadt bei Oederan (ebenfalls mit einem Nachbarort Hartha) wurde auch der Zusatz bei Leisnig verwendet.
Im Frühjahrsfeldzug 1813 während der Befreiungskriege war Schönerstädt am 5. Mai 1813 in das Gefecht bei Gersdorf einbezogen.
Mit Bildung der Amtshauptmannschaft Döbeln gehörte Schönerstädt seit 1874 zu dieser. Nach dem Ende des Zweiten Weltkriegs und der Gründung der DDR kam es 1952 zu einer umfassenden Verwaltungsreform, die Gemeinde gehörte nun zum verkleinerten Kreis Döbeln im Bezirk Leipzig.
Zum 1. Januar 1968 wurde Seifersdorf eingemeindet, zehn Jahre später erfolgte die Eingemeindung von Schönerstädt nach Gersdorf. Am 1. Januar 2004 folgte dann die Eingliederung in die Stadt Hartha.

### Bevölkerungsentwicklung
| Jahr | Einwohner |
| ---- | --------- |
| 1834 | 239       |
| 1871 | 201       |
| 1890 | 201       |
| 1910 | 175       |
| 1925 | 189       |
| 1939 | 178       |
| 1946 | 247       |
| 1950 | 234       |
| 1964 | 169       |
| 2011 | 168       |

Im Jahr 1587 wirtschafteten in Schönerstädt 9 besessene Mann und 4 Häusler. Rund 180 Jahre später war die Zahl der Häuslerstellen um 8 auf 12 gewachsen, die Zahl der Bauernwirtschaften war unverändert bei 9.
Im 19. und frühen 20. Jahrhundert fiel die Einwohnerzahl in 105 Jahren von 239 im Jahr 1834 auf 178 ab. Nach dem Zweiten Weltkrieg stieg die Zahl der Einwohner durch Flüchtlinge und Vertriebene noch einmal kurzzeitig auf rund 250, lag jedoch keine 20 Jahre später schon unter Vorkriegsniveau.
Rund ein halbes Jahrhundert später wurde im Rahmen des Zensus 2011 eine etwa gleich hohe Einwohnerzahl ermittelt.

## Persönlichkeiten
Der Musiker, Komponist und Schriftsteller August Harder (1775–1813) wurde in Schönerstädt geboren und wuchs dort auf.